# Kirche von Føns

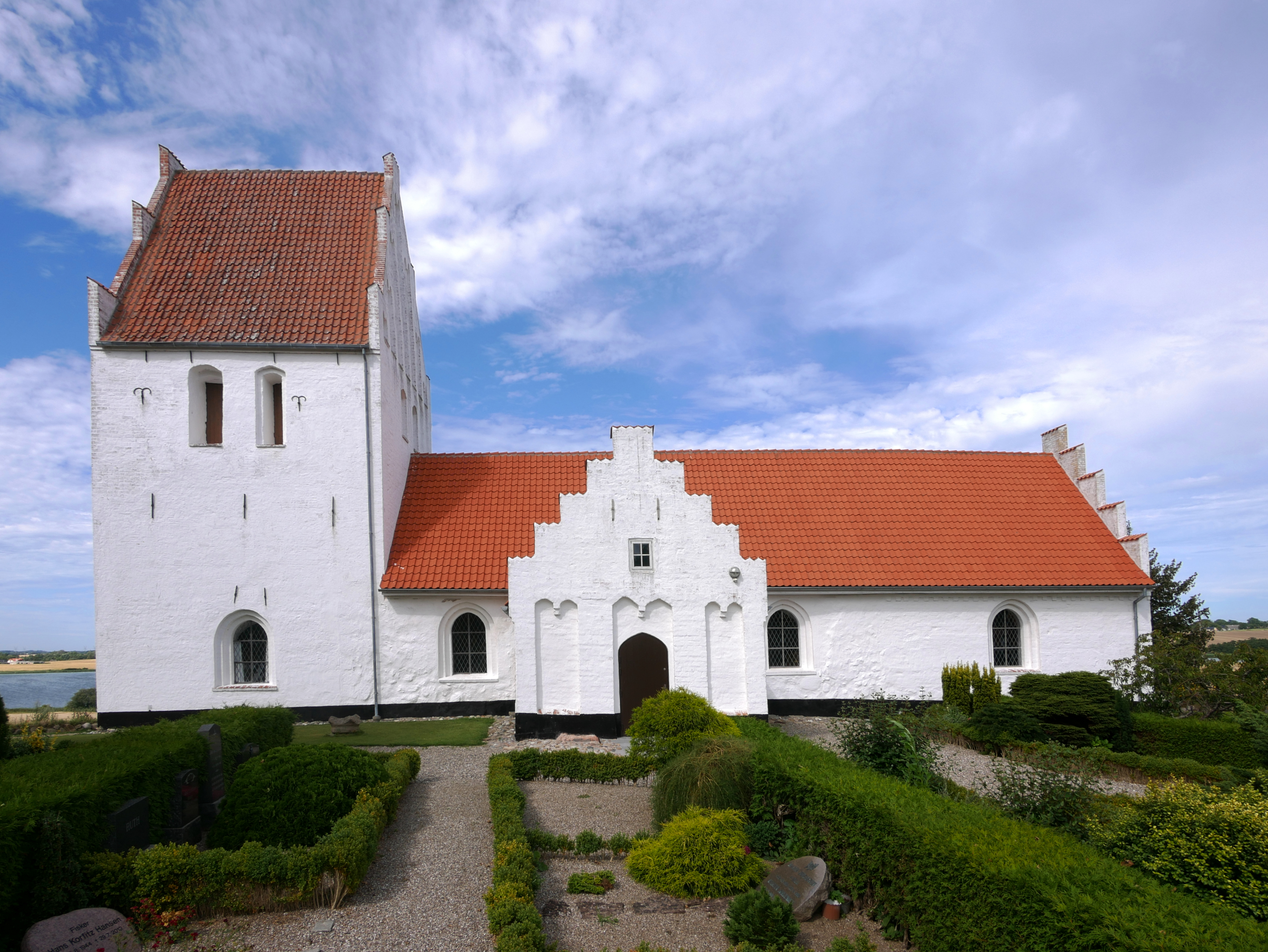
Kirche von Føns

Die Kirche von Føns ist eine evangelisch-lutherische Kirche im Kirchspiel Føns in der Gemeinde  Middelfart, Dänemark. 

## Geschichte
Die romanische Feldsteinkirche war vermutlich der Anna, der Mutter der Jungfrau Maria, geweiht. Um 1500 wurde die Kirche um einen Chor aus Backstein im Klosterformat erweitert und erhielt einen Turm. Gleichzeitig wurde das Kirchenschiff eingewölbt und ausgemalt. Auch das Waffenhaus an der Südwand stammt aus dieser Zeit.
Die Kirche von Føns gehört zur selben Kirchengemeinde wie die Kirchen von Husby, Ørslev und Udby. Alle vier Kirchen unterstanden dem Gut Iversnæs, das seit 1666 Wedellsborg heißt. Erst 1990 wurde die Husbyer Kirche als letzte unabhängig vom Gut.

## Innenausstattung
Das Altarretabel beinhaltet ein in Holz geschnitztes Relief aus der Zeit um 1500, das die Heilige Familie zeigt: im Vordergrund Maria und Anna mit dem Jesuskind zwischen sich, im Hintergrund vier männliche Personen, nämlich Josef von Nazaret und Annas legendäre drei Ehemänner, alle in der Kleidung der Zeit. Das Bild stammt wahrscheinlich aus Claus Bergs Werkstatt in Odense. Vor der Reformation war das Relief vermutlich der Mittelschrein eines Flügelaltars, der als Seitenaltar diente. Ein Rest der ursprünglichen Bemalung ist erhalten.
Das Taufbecken besteht aus Granit, die Taufschale aus Messing.
Die Kanzel stammt aus dem Jahr 1666. Sie wurde vom Kirchenvorstand – vielleicht aus Dank dafür, den Schwedischen Krieg gut überstanden zu haben – gestiftet und beinhaltet die Inschrift: NIELS HANSEN AUF FØNSØRE MIT SEINER FRAU ANNIKE HANSDATTER HAFFER HATTE DIESEN PULPIT EINGESTELLT.
1969 bis 1973 wurden Kirche und Innenausstattung grundlegend restauriert. Im Zuge dieser Maßnahme wurde auch die alte Orgel von 1917 durch eine neue mit sechs Registern ersetzt. Eine weitere Renovierung fand 2000/01 statt. Dabei wurden auch die Fresken freigelegt und restauriert, während ältere, weniger gut erhaltene Kalkmalereien wieder überputzt wurden.

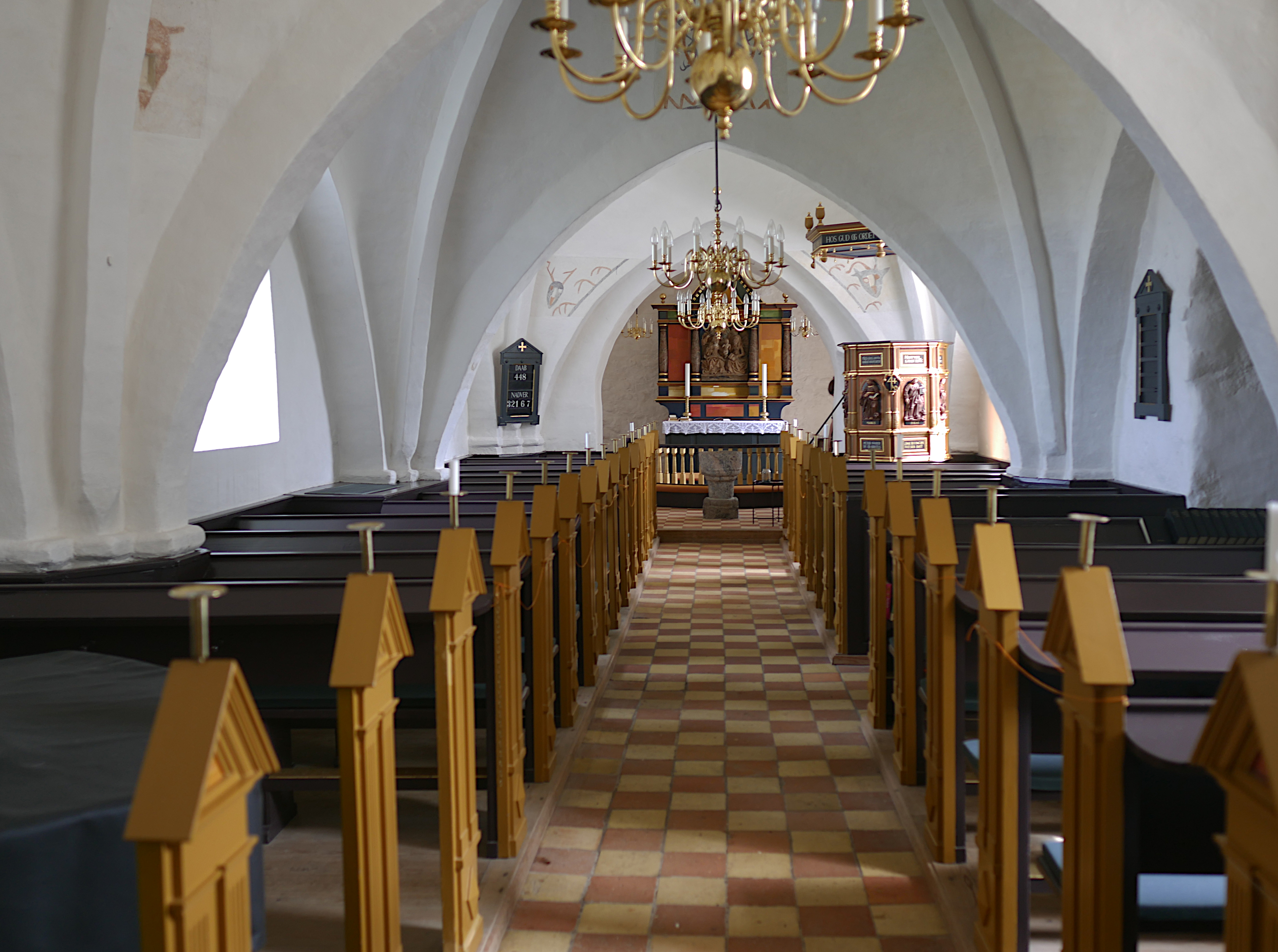
Kirchenschiff
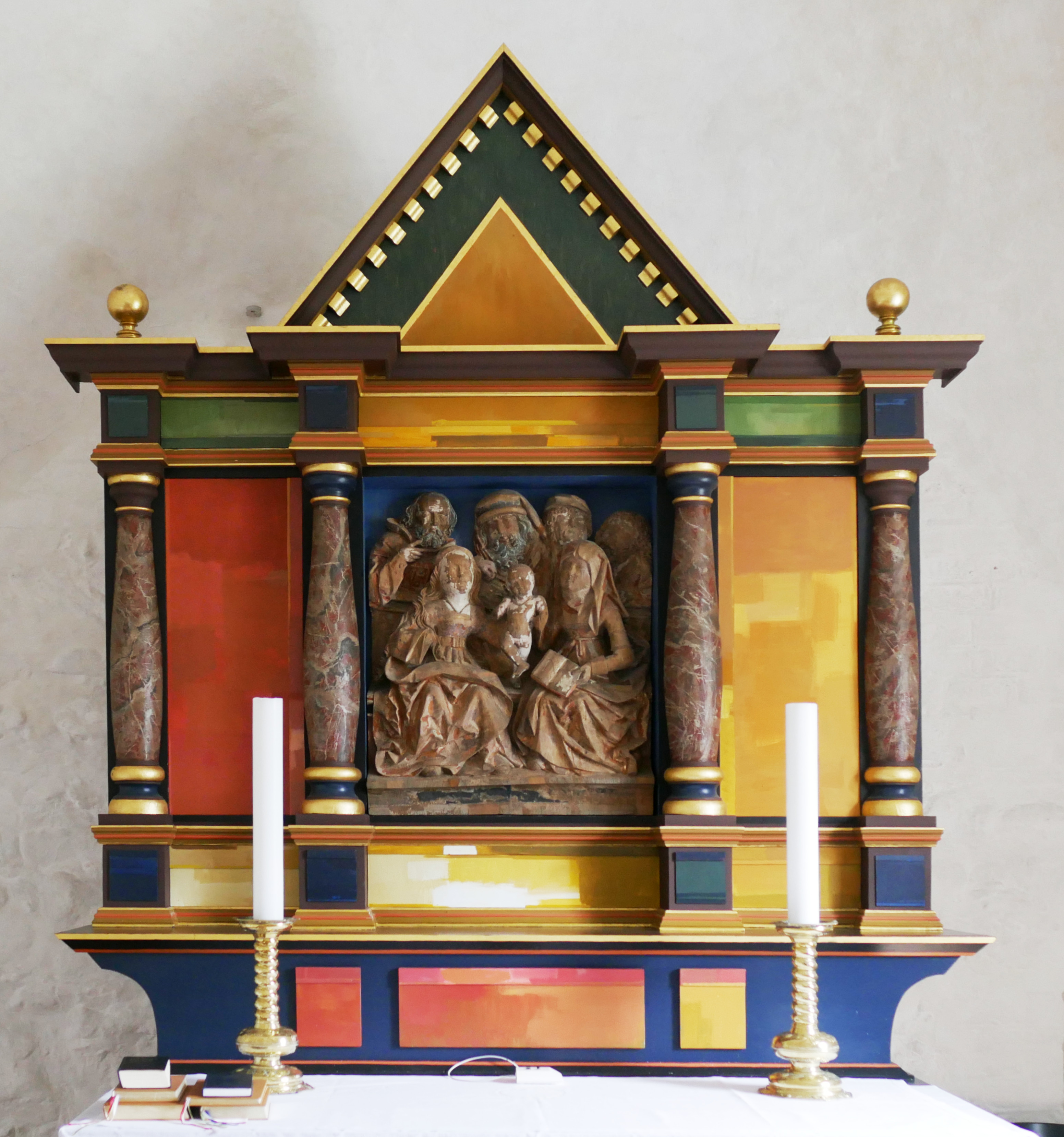
Altar
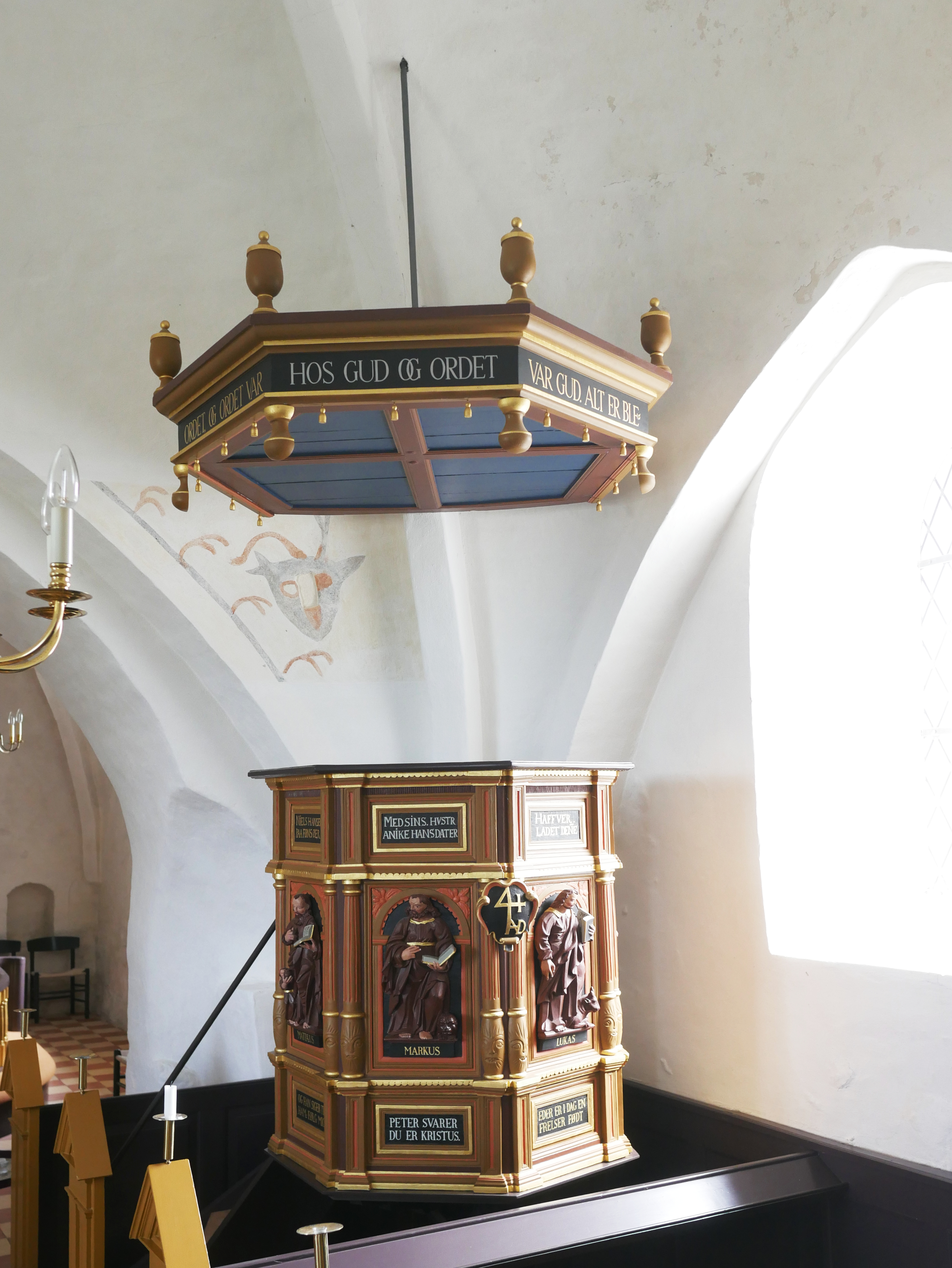
Kanzel
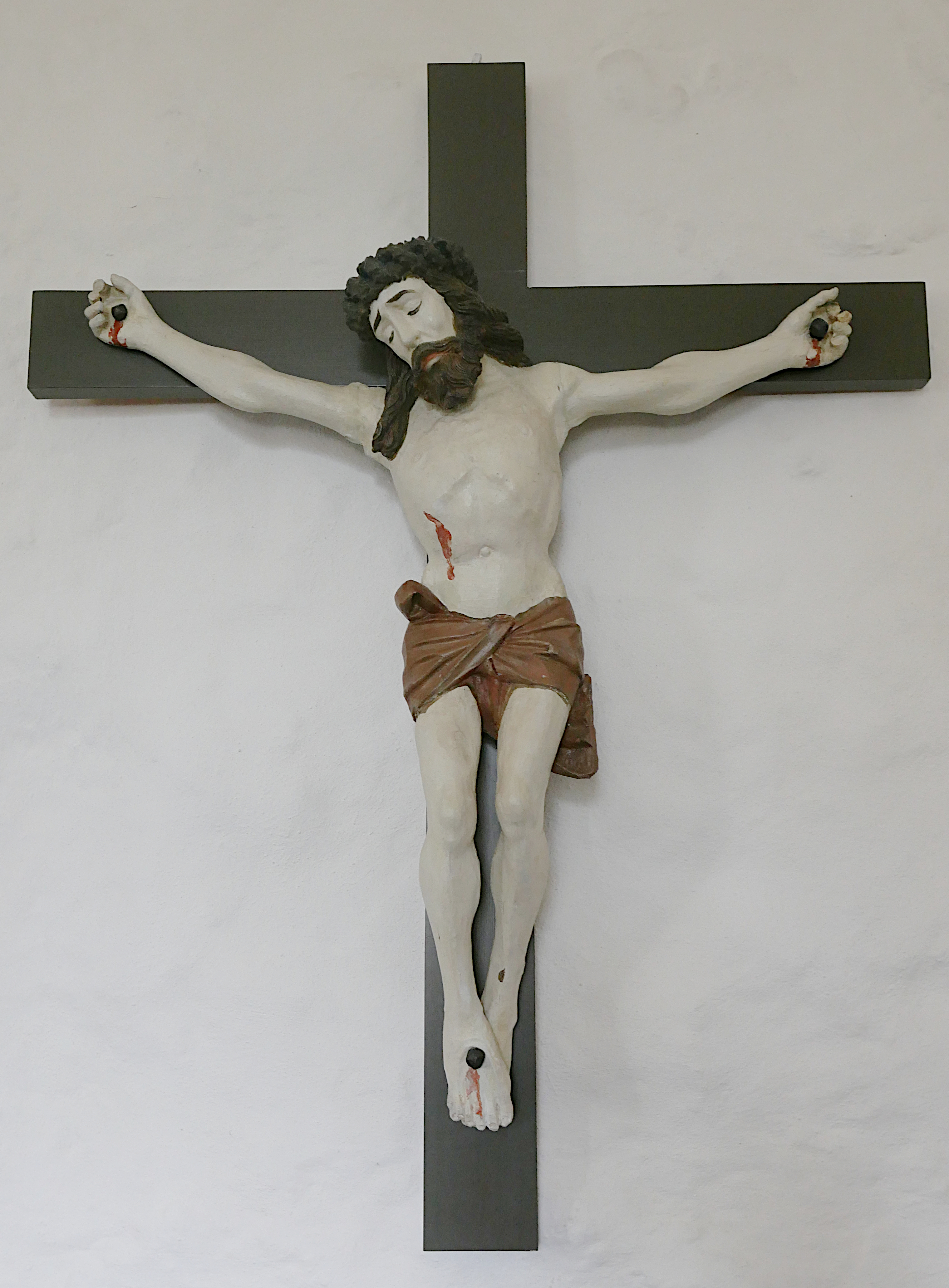
Kruzifix
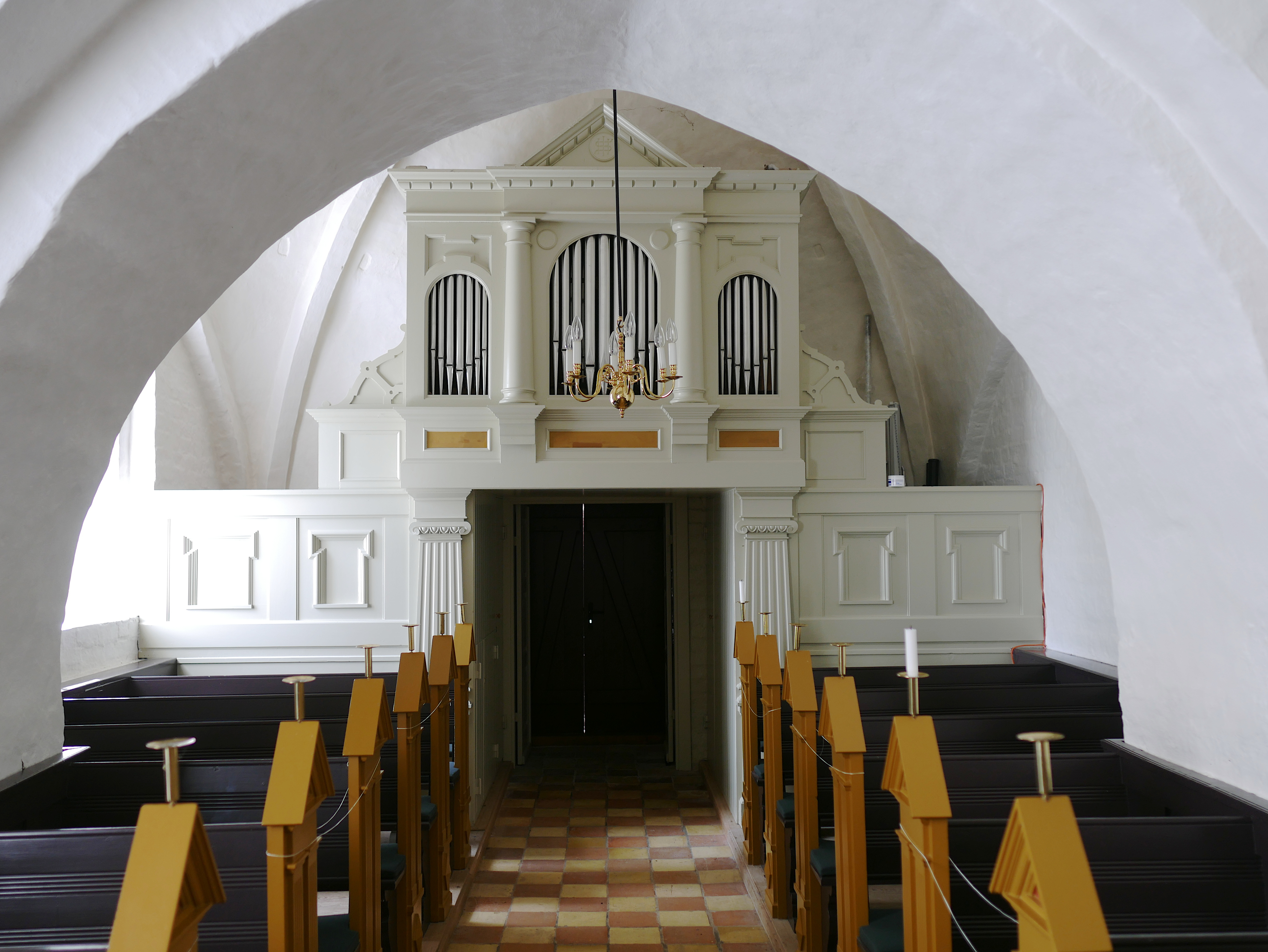
Orgel

## Kalkmalereien
Nach der Einwölbung des Kirchenschiffs wurde das Gewölbe mit Kalkmalereien ausgemalt. Die Gemälde werden auf die Zeit zwischen 1500 und 1550 datiert, gehören also in die Spätgotik. Sie werden der Werkstatt von Tåning und einer unbekannten Werkstatt zugeordnet.
Die Fresken in der Kirche von Føns zeigen Figuren und Masken, Narren, Joker und Juden, Moral, Fabeln und Sprüche, Tiere und Teufel. Sie sind in Pflanzenornamentränder, andere Ornamente und geometrische Ränder gefasst. Die dekorativen Details zeigen die Motive Krabbenblatt, Spatz und Passantenrosette. Nach der Renovierung im Jahr 2000 blieben nur die am besten erhaltenen Fresken aufgedeckt, aber alte Fotos zeigen eine Dekoration mit vielen Menschen, die als Prozession am Faschingsdienstag interpretiert wird.

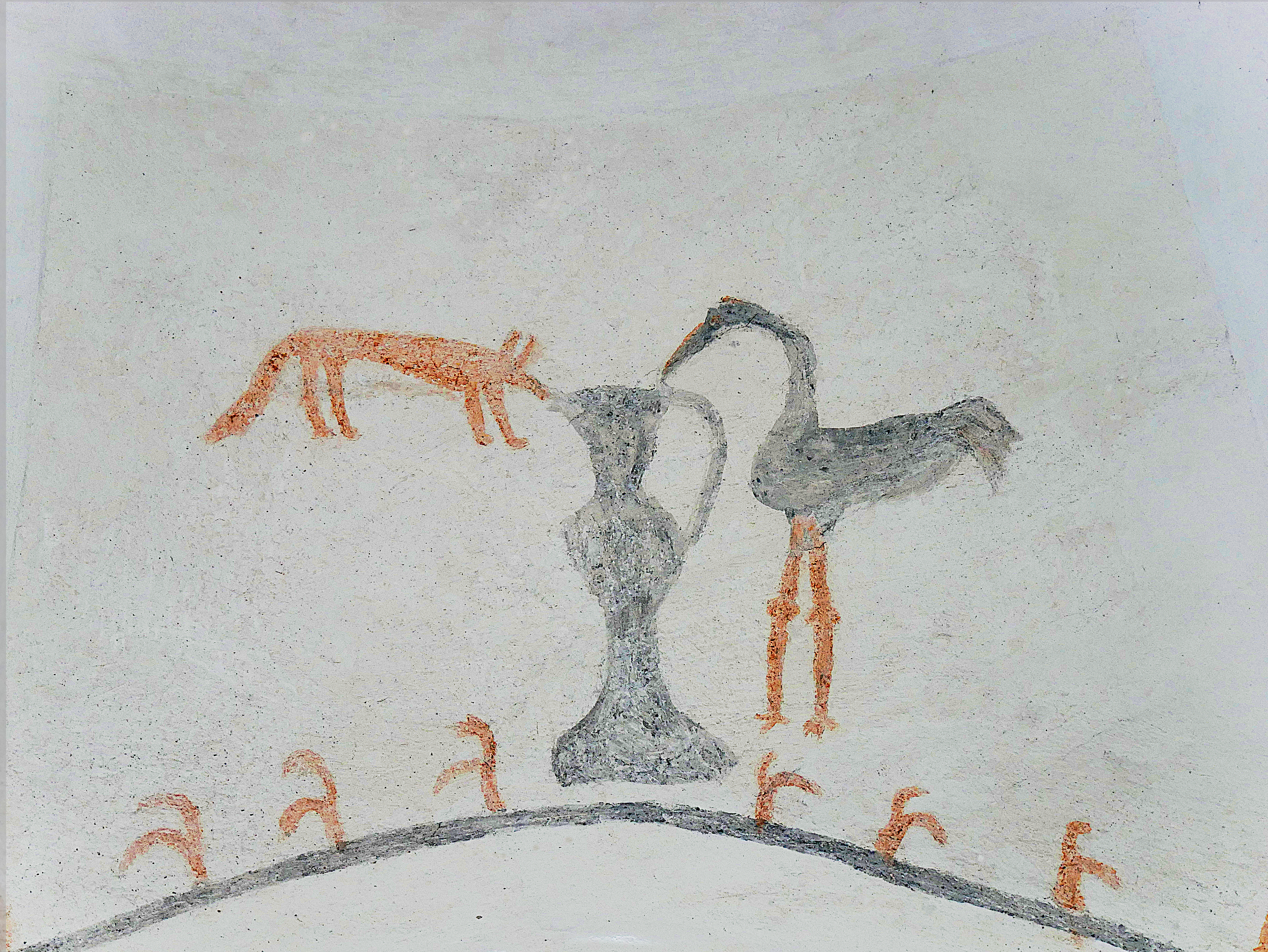
Fabel vom Fuchs und Kranich
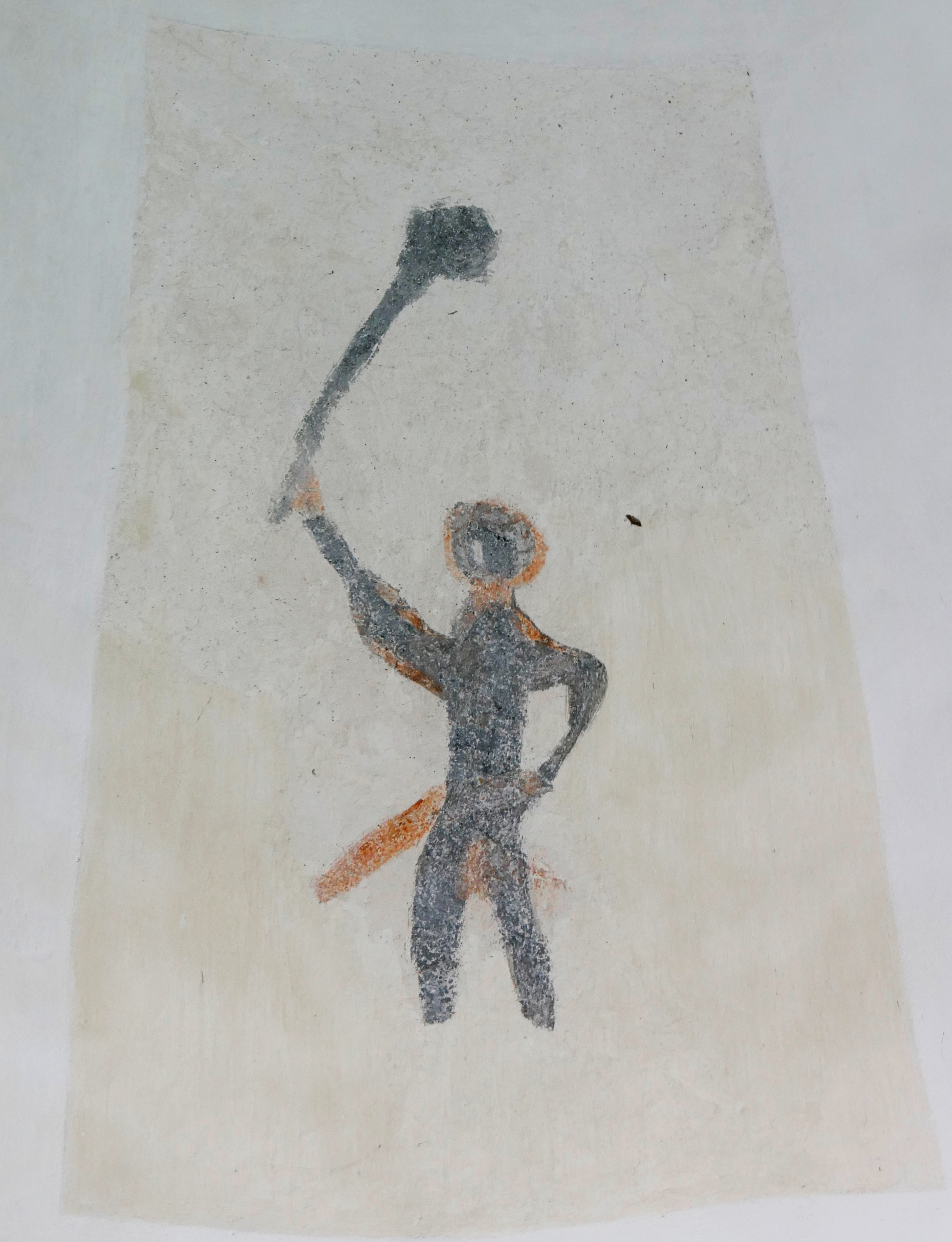
Schwarzer Mann
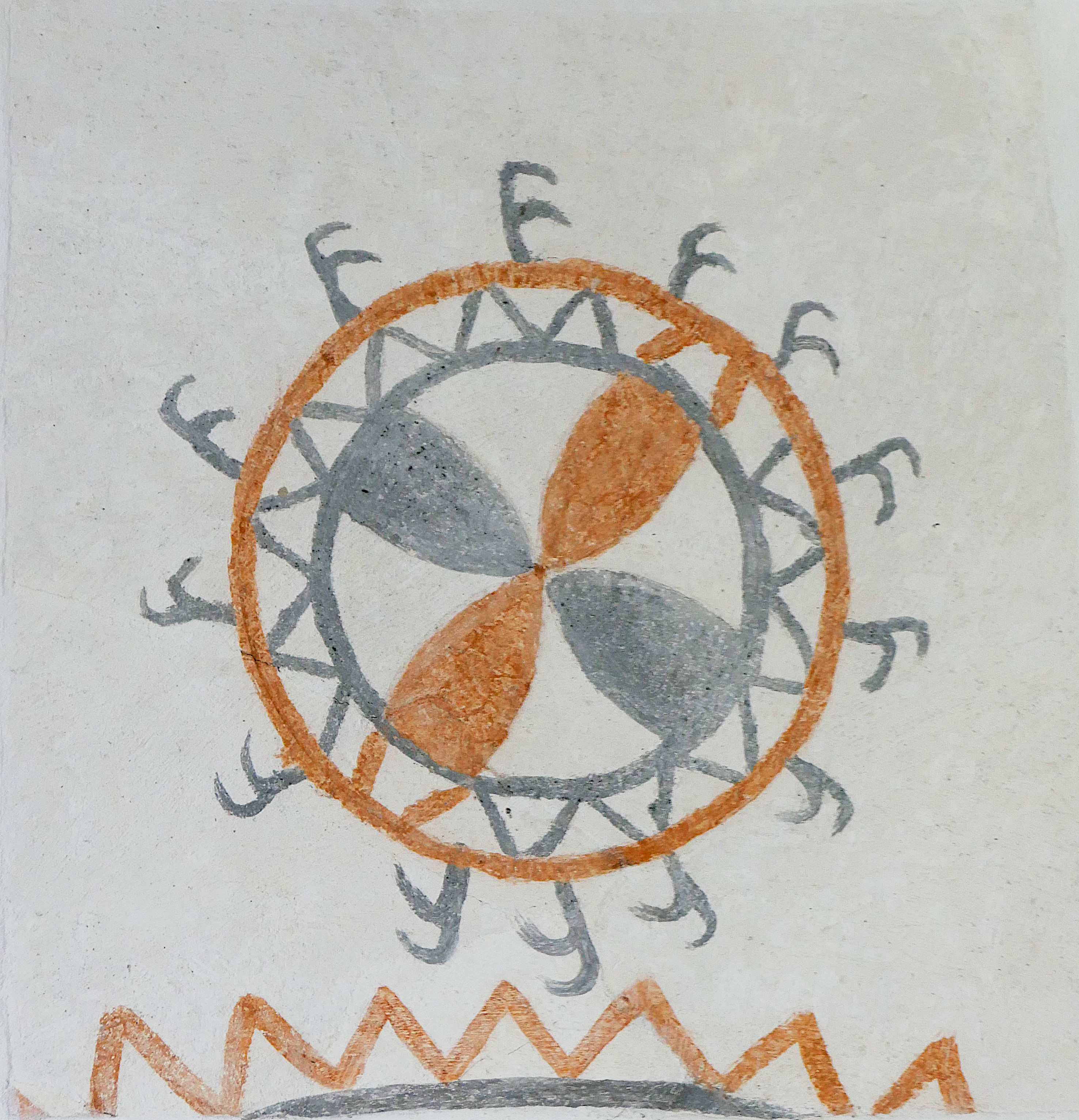
Zaubersymbol
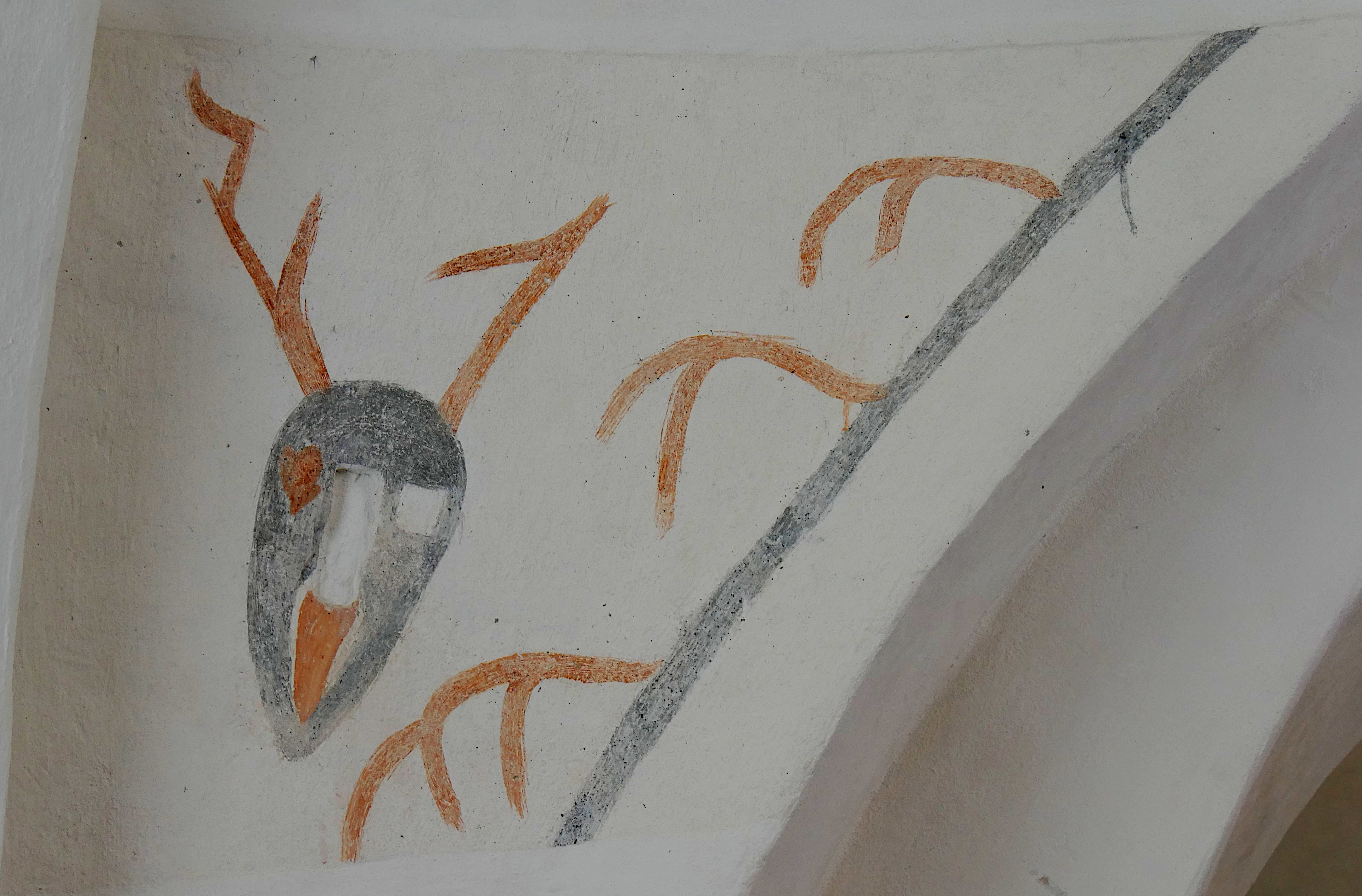
Zaubersymbol
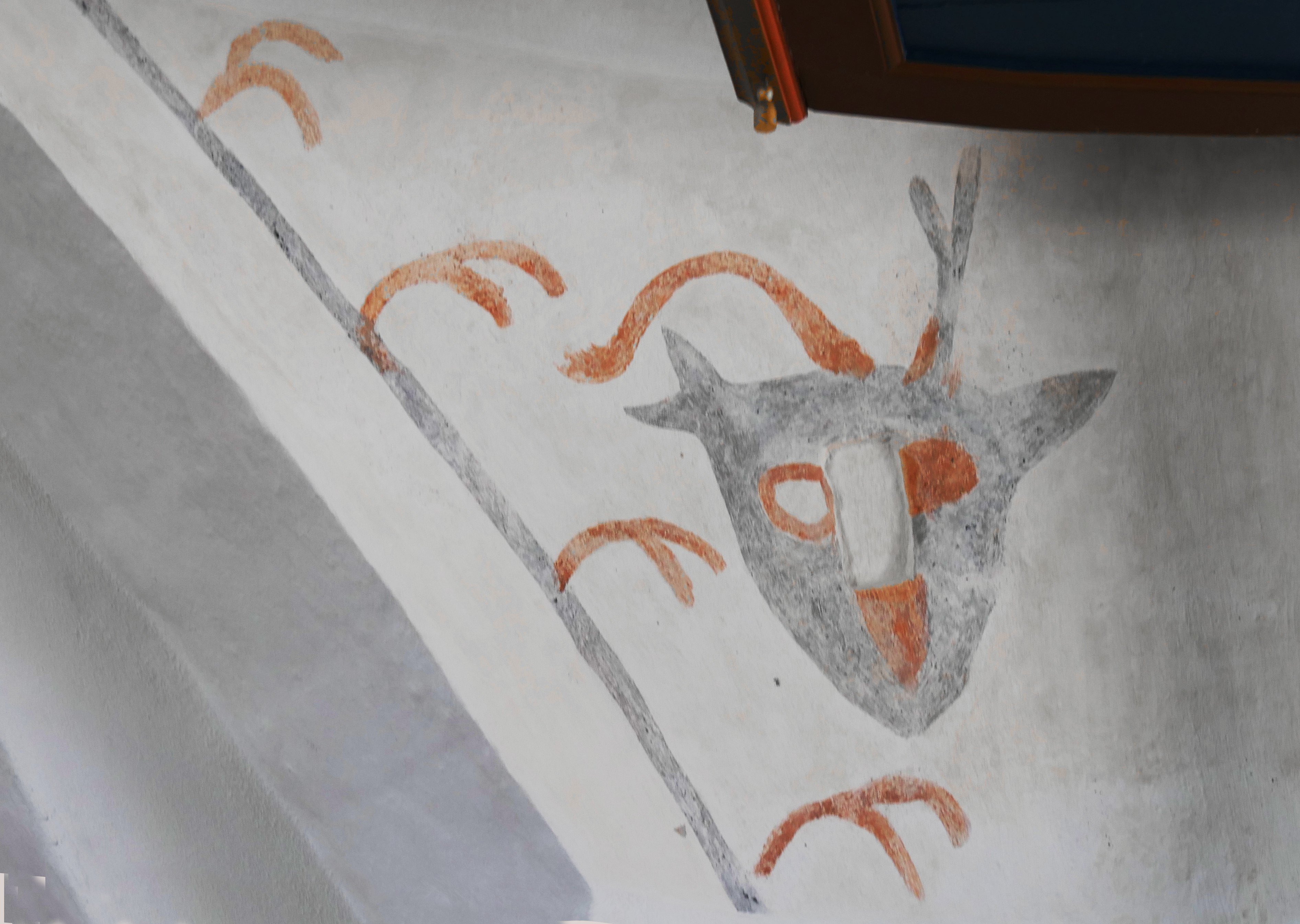
Zaubersymbol